# Adrienne Duvivier
Pour les articles homonymes, voir Duvivier.

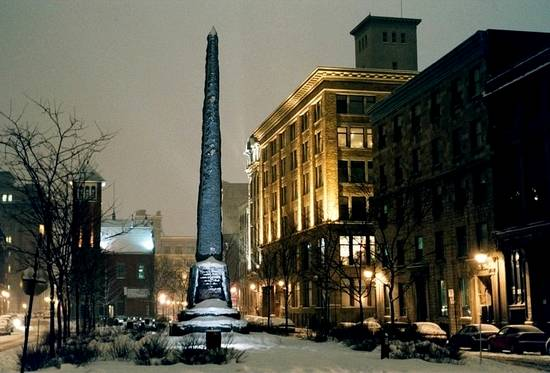
Adrienne Duvivier et Augustin Hébert gravés sur l'obélisque des pionniers de Ville-Marie, place d'Youville, Montréal.

Adrienne Duvivier, née en 1626 à Corbeny en Picardie et morte le 20 octobre 1706 à Montréal (Canada), est une pionnière de la Nouvelle-France. Elle est considérée cofondatrice de Montréal avec sa compatriote Jeanne Mance (fondatrice de l’Hôtel-Dieu). 

## Biographie
Adrienne Duvivier  était la fille d'Antoine Duvivier et de Catherine Journet.
En 1646, elle se marie, en l'église Saint-Barthélemy de Paris, à l'âge de vingt ans avec le soldat Augustin Hébert, dit Jolicœur, (1623 - 23 novembre 1653) qui venait de rentrer du Canada. Il était un fils de Jean Hébert et Isabeau Troussart de Caen, en Normandie. En 1647, leur premier enfant Jeanne est né et baptisé à l'église Saint-Barthélemy de Paris.
À la fin de la même année, ils embarquent à La Rochelle pour la Nouvelle-France où Jean Hébert avait été soldat. Ils voyagent en compagnie de Paul Chomedey de Maisonneuve fondateur de Fort Ville-Marie, futur Montréal.
Arrivées au début de l'année 1648, ils se sont installés au fort Ville-Marie. Adrienne était l'une des rares femmes blanches de la colonie avec sa compatriote Jeanne Mance. 
Au début de 1649, elle donne naissance à une autre fille, Pauline, qui fut le premier enfant blanc baptisé à Montréal. Paul Chomedey de Maisonneuve était le parrain et Jeanne Mance était la marraine, comme elle le fut pour d'autres nouveau-nés. L'enfant meurt quelques semaines plus tard.
Augustin et Adrienne ont acquis une énorme parcelle de terrain sur l'île de Montréal. Augustin était marchand de fourrures, négociant, fermier et maître-maçon. Il a souvent échangé avec les Amérindiens, notamment les Iroquois. Augustin et Adrienne eurent quatre enfants, dont trois ont atteint l'âge adulte. Adrienne et son mari ont été les premiers colons à recruter un serviteur sous contrat, connu sous le nom d'engagisme.
Le 30 juin 1672, Adrienne participe au côté de Jeanne Mance et des sommités civiles et religieuses, à la pose des premières pierres de la première église de Montréal. 
En 1653, son mari Augustin meurt lors d'une attaque iroquoise. Sa propriété et ses biens lui ont été transférés et Adrienne est devenue l'une des plus grandes propriétaires terriennes de Montréal. Adrienne épousa, le 19 novembre 1654, Robert Lecavelier, armurier de Cherbourg, en Normandie (décédé le 28 juillet 1699). Avec son second mari, elle a eu quatre enfants. Ils sont enregistrés dans le Recensement de Montréal de 1666.
Adrienne Duvivier mourut le 20 octobre 1706 à l'âge de quatre-vingts ans. Elle a été enterrée dans la première église Notre-Dame. Son nom et celui de son défunt mari, Augustin Hébert sont gravés sur le Monument aux pionniers en forme d'obélisque érigé sur la place d'Youville à Montréal, commandée par la Société historique de Montréal en 1893.